# NGC 2986
NGC 2986 је елиптична галаксија у сазвежђу Хидра која се налази на NGC листи објеката дубоког неба.
Деклинација објекта је - 21° 16' 41" а ректасцензија 9h 44m 15,9s. Привидна величина (магнитуда) објекта NGC 2986 износи 10,7 а фотографска магнитуда 11,7. Налази се на удаљености од 36,828 милиона парсека од Сунца. NGC 2986 је још познат и под ознакама ESO 566-5, MCG -3-25-19, UGCA 178, PGC 27885.